# Pato corredor indio
El corredor indio es una raza de pato originario de Inglaterra, probablemente importada en este país procedente de Asia. Inicialmente seleccionado para la puesta, por la cual las patas tienen grandes resultados y producen por término medio doscientos huevos al año, se extiende este pato ahora cada vez más en el mundo como pato de ornamento. Debe este renombre a su porte particular, casi vertical y dando la impresión de correr siempre. 

## Origen

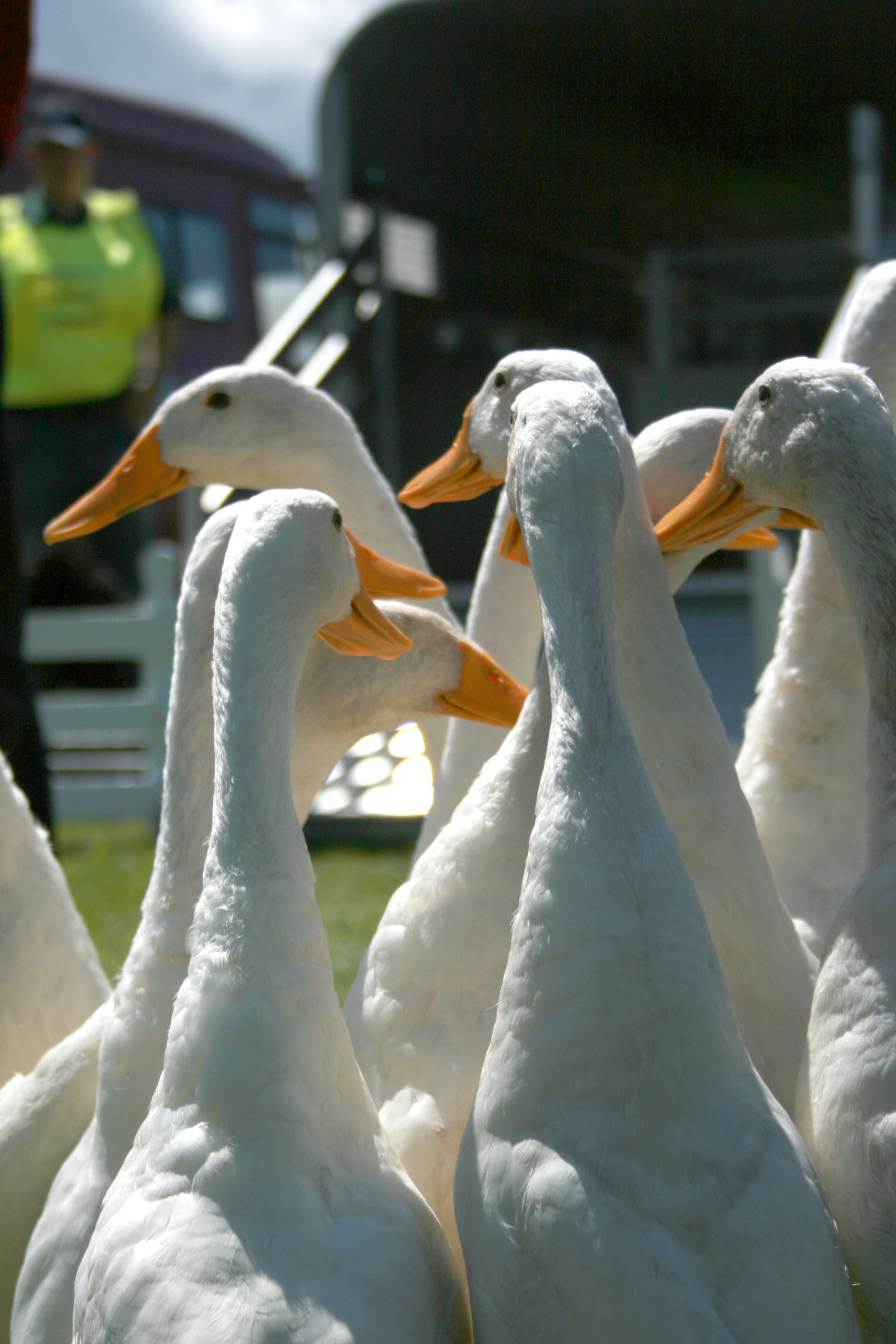
Patos corredores indios

No está muy claro el origen del corredor indio. Para algunos, fue importado por los Ingleses de Asia durante los inicios del siglo XIX. Su origen preciso difiere según los autores, puede ser de Malasia, de China y del norte de la India volviendo de nuevo regularmente. La raza se cita como muy antigua en estos países, como dan prueba los grabados sobre piedras encontradas en la isla de Java y que sugiere que la raza ya existiera hace 2000 años. Este origen es no obstante controvertido. Voitellier escribe por otra parte en 1925 que “sus primeros propagadores reconocieron haberle dado su nombre sin preocupación del sonido de origen”. Por otra parte, autores describen desde hace mucho tiempo patos que se asemejan al corredor indio en Europa, como Buffon desde el siglo XVIII. Sin embargo para algunos, es una reciente raza resultante de la hibridación entre patos de Pekín y patos Virginia.
Cualquiera que sea su origen, es en Inglaterra donde este pato se desarrolló durante el siglo XIX. Se cruza probablemente y se selecciona por los ganaderos de este país por sus calidades de puesta, y con distintas razas inglesas. Reanudada por los ganaderos de animales de ornamento al final del siglo XX, se exporta por todo el mundo.

## Descripción

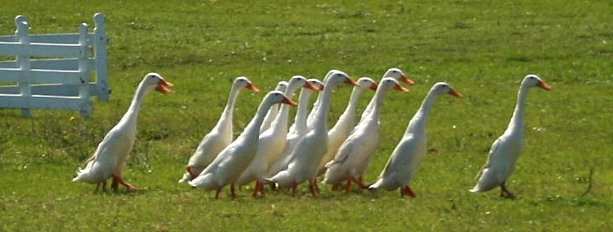
El corredor indio posee un paso bien característico

El corredor indio se caracteriza principalmente por su porte casi vertical, cuando los otros patos presentan una línea de la espalda más o menos horizontal, y su paso vivo. Su cuerpo es fino y alargado, con un largo cuello terminándose por una cabeza fina, de las pequeñas alas que no le permiten volar, y de las piernas que las lleva muy detrás. Todas estas características no hacen más que reforzar la impresión vertical que da este pato. Desde un punto de vista anatómico, este porte particular está vinculado a su fémur especialmente corto, establecido de manera bien posterior al de otros patos. 
Originalmente blancos, se encuentran hoy distintas coloraciones de plumaje. Se encuentran así variedades blancas, negras, marrones, azules (color gris pizarra), salvajes (reanudando la coloración del pato pato silvestre, con dimorfismo entre machos y hembras), atruchadas, mezcladas (leonados y blancos), amarillo guisante y salvajes plateados.
Es un pato ligero, que pesa entre 1,75 y 2 kg. Es muy temeroso, menos ruidoso que el ganso pero más que él pato de Baviera (que es mudo). 

## Aptitudes
El corredor indio principalmente está apreciado por sus facultades de puesta. La pata pone huevos de cerca de 65 g mínimos, con cáscara blanca para la mayoría de las variedades, y verdosa para las variedades oscuras. Es una excelente pata que pone por término medio doscientos huevos en el año en condiciones favorables, la marca promedio es no menos de 350 huevos en 365 días. Pone a partir de la edad de seis meses, y prosigue de manera sostenida  durante tres, cuatro o incluso cinco años. La incubación dura alrededor de veintiocho días. 
La carne de este pato es abundante con relación a su tamaño, y es sabrosa. Este pato ligero tiene necesidades alimentarias menores que las grandes razas, y se alimenta con gusanos y de insectos que encuentra excavando el suelo y la hierba. 
Actualmente, sus calidades de capas se dejan poco a poco de lado, y este pato tiende a convertirse en un pato solamente de ornamento, se ha vuelto popular por su paso característico. Los corredores indios son también muy útiles en la huerta para eliminar babosas y caracoles y, a diferencia de las gallinas, no hacen daños ya que no raspan el suelo.

## Selección
En un primer momento seleccionado en Inglaterra por sus facultades de puesta, no es ya el objetivo prioritario de los ganaderos. En efecto, su paso dio lugar a un valorado pato de ornamento, y la atención de los ganaderos en consecuencia ahora se refiere a sus características físicas irreprochables. Esta es la razón por la que actualmente la raza ve sus capacidades para poner menos apreciadas. Por otra parte, los ganaderos pretenden desarrollar nuevos colores, y son la causa de las distintas variedades existentes de este pato. 
El corredor indio participó también en la creación de otras razas, como el orpington y kaki-campbell a los que contribuyó a crear.

## Difusión
Se encuentra al pato corredor indio un poco por todas partes en el mundo, debiendo en gran parte su renombre a su paso particular.

## Galería de fotos

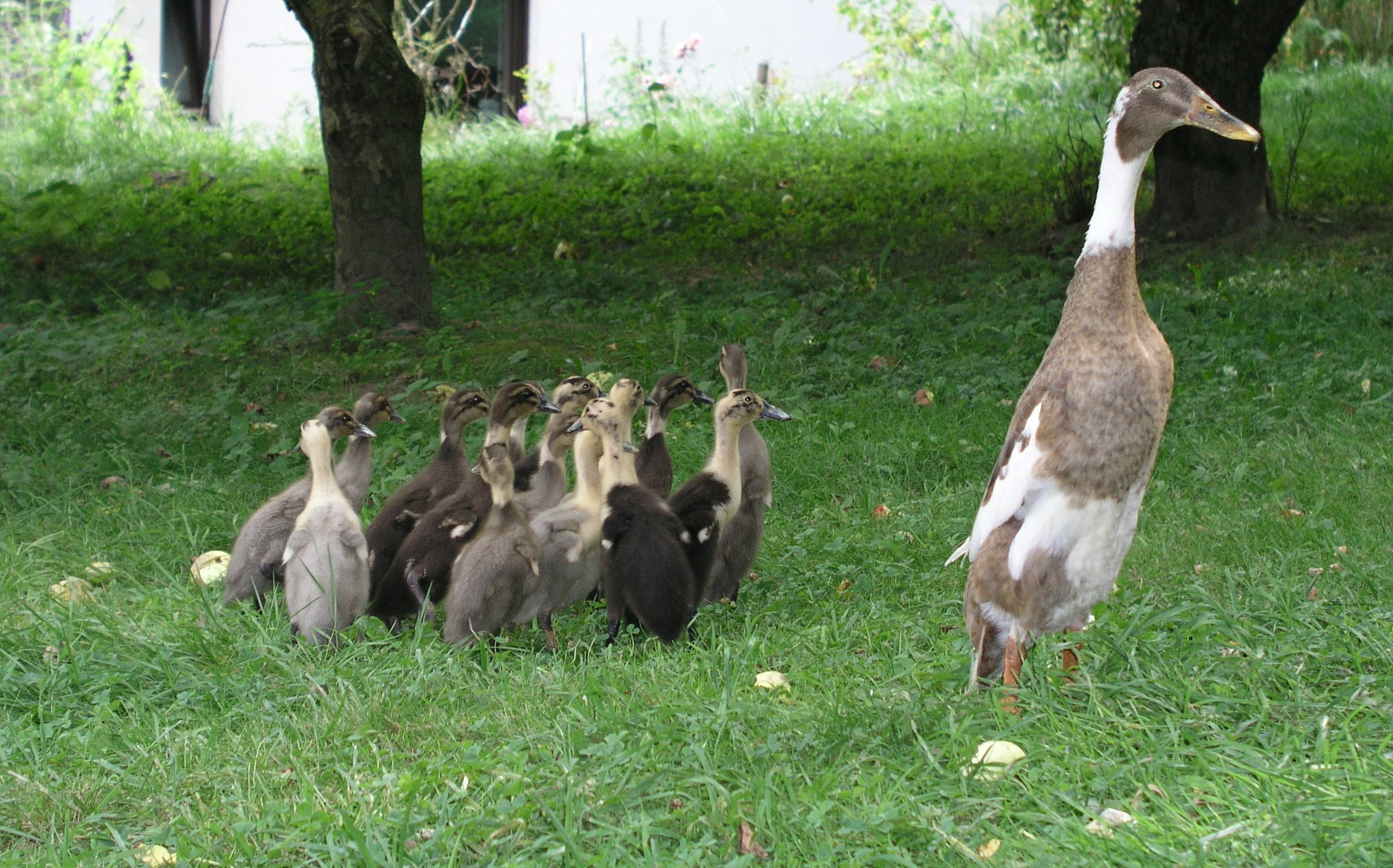
Pata con sus pequeños
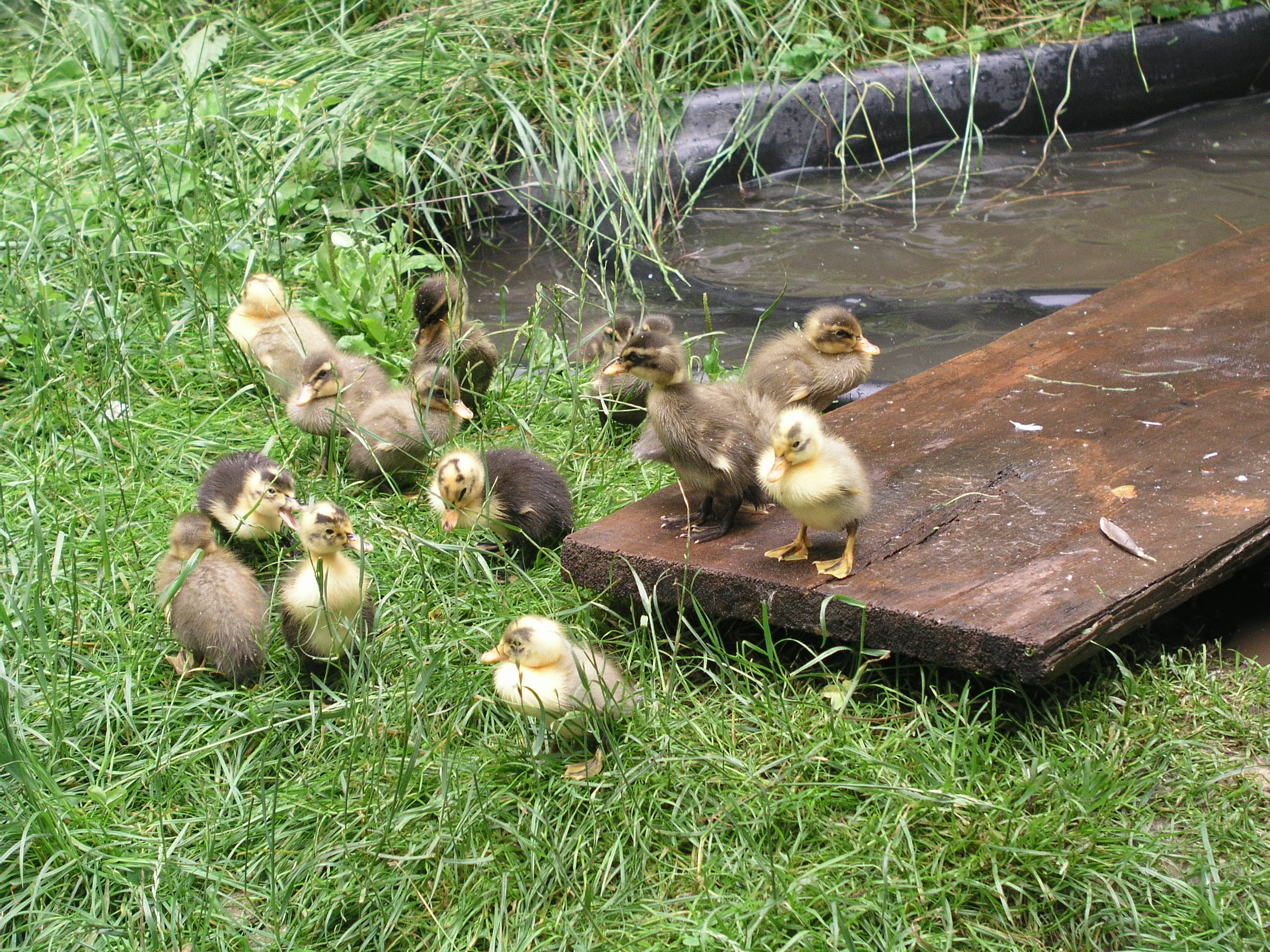
Patitos
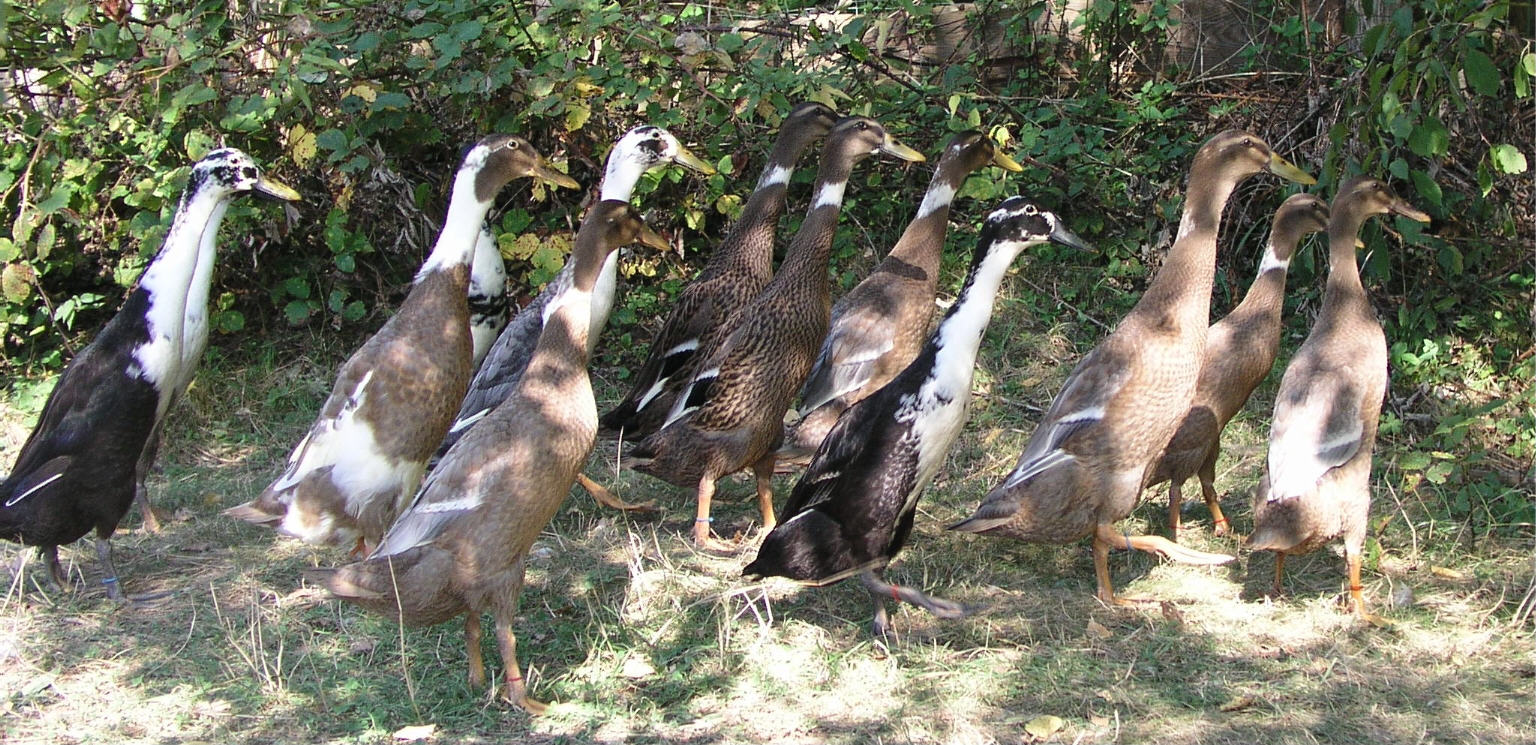
Corredores indios de diferentes colores

## Anexos